# 香港飛馬足球隊
香港飛馬足球會（英語: Hong Kong Pegasus Football Club）は、香港元朗区にある香港プレミアリーグ（香港超級聯賽）に属するプロサッカークラブである。元朗区の熱心な人士によって組織され、チーム事務所、宿舎、練習場等、すべて元朗区内にあり、引退した選手は区内の健康増進活動への参加や区内の企業への再就職斡旋がなされている。2008-09シーズンより香港甲組に参加している。2012-13シーズンよりチーム名が天水圍飛馬足球隊から太陽飛馬足球隊に変更され、2015年に現在のチーム名に変更された。

## 概要

### 地域への貢献
チーム事務所、宿舎、練習場等、すべて元朗区内にあり、その名の通り元朗区に根付いている。また元朗区内の各種社会活動も行っている。2008年8月3日の南華戦では区内の住民を無料で観戦に招待した。またユースチームや職員もすべて元朗区内から募集している。
クラブは若年層のファンを重視し、2008年から“スクールツアー”と称する学校巡回事業を行なっている。学生にサッカーの楽しみを伝えるのみならず、若年層のファン獲得により、チームの勝利への原動力とするものである。

### 本拠地
当初は元朗大球場をホームスタジアムとしていたが、その後旺角大球場をホームスタジアムとしていた。しかし、プレミアリーグから降格すると、再び元朗をホームとして使用している。

## チーム名変遷
- 2008-2012: TSW Pegasus (天水圍飛馬)
- 2012-2015: Sun Pegasus (太陽飛馬)
- 2015-2020: Hong Kong Pegasus (香港飛馬)
- 2020-2021: TSW Pegasus (天水圍飛馬)
- 2021-2023: Hong Kong Pegasus (香港飛馬)
- 2023-2024: Ravia Orion FC (奧利安)
- 2024-: Ling Yui Orion FC (凌銳奧利安)

## 獲得タイトル

### 国内タイトル
- シニアシールド： 1回
  - 2008-09
- FAカップ： 2回
  - 2009-10, 2015-16

## ダービーマッチ
大埔と太陽飛馬は2000年代に入ってから発足した地域密着型クラブで、大埔は大埔区の、太陽飛馬は元朗区の代表である。両チーム共に新界をホームタウンとしている事から「新界ダービー」と呼ばれている。

## 現所属メンバー
2014年7月20日現在
注：選手の国籍表記はFIFAの定めた代表資格ルールに基づく。
| No. | Pos. |                          | 選手名                 |
| --- | ---- | ------------------------ | ---------------------- |
| 1   | GK   | オーストラリア           | ジェラッド・タイソン   |
| 2   | DF   | 香港                     | 沈國輝                 |
| 3   | DF   | カナダ                   | ランドン・リング       |
| 4   | DF   | 香港                     | 鄧景煌                 |
| 6   | FW   | 香港                     | 李鍵                   |
| 8   | DF   | イングランド             | マイケル・キャンピオン |
| 9   | FW   | ボスニア・ヘルツェゴビナ | アドミル・ラシュチッチ |
| 10  | MF   | カメルーン               | ユージーン・ムボメ     |
| 11  | FW   | 香港                     | 李康廉                 |
| 17  | FW   | 香港                     | 陳柏衡                 |
| 18  | FW   | 香港                     | 沈國強                 |
| 19  | MF   | 香港                     | 陳文輝                 |

| No. | Pos. |              | 選手名                             |
| --- | ---- | ------------ | ---------------------------------- |
| 20  | DF   | セルビア     | イゴール・ミオヴィッチ             |
| 21  | DF   | 香港         | 唐建文                             |
| 22  | GK   | 香港         | 袁皓俊                             |
| 23  | FW   | イングランド | ジェイムス・マッキー               |
| 24  | MF   | 香港         | 鞠盈智                             |
| 25  | MF   | 香港         | 葉頌朗                             |
| 28  | DF   | 香港         | 盧俊傑                             |
| 29  | GK   | 香港         | 謝德謙                             |
| 33  | DF   | 香港         | 蘇偉泉                             |
| 38  | MF   | 香港         | 葉子俊                             |
| 77  | DF   | ナイジェリア | フェスタス・バイス                 |
| 99  | MF   | セルビア     | アレクサンダル・ランジェロヴィッチ |

## 歴代所属選手
- 岡野雅行 2009
- 中村祐人 2009-2010
- ゴッドフレッド・カリカリ 2011-2012
- 高田寿典 2011-2012
- 佐々木周 2018-